# 梅祖麟
梅 祖麟（ばい そりん、1933年2月14日 - 2023年10月14日）は、中国北平市（現：北京市）出身のアメリカ合衆国の言語学者。中国語の歴史的な文法・音韻の研究で知られる。

## 生涯
梅祖麟は北平で生まれた。梅家は名家で、清華大学校長の梅貽琦は伯父にあたる。父親の梅貽宝(Y.P. Mei)は哲学者で、とくに墨子の研究者として知られるほか、太平洋戦争で燕京大学が日本に閉鎖されたときに成都で燕京大学を再開してその代理校長をつとめた人物だったが、共産党による中国支配には反対で、1949年に一家でアメリカ合衆国に移住した。
梅祖麟はオーバリン大学で数学を専攻し、1954年に卒業した。その後1956年にハーバード大学の修士の学位を取得した。ハーバードにいるときに董同龢に会った。同年イェール大学に入学し専門を哲学に改めた。1962年に哲学博士の学位を得た後、同大学の講師として教えた。1964年から1971年までハーバード大学で中国語を教えた。その間、1967年から1年間ジェリー・ノーマンらによるプリンストン大学の中国語言語学プロジェクトに参加している。
1971年以来コーネル大学の準教授に就任し、1979年に教授に昇進した。2000年に退官した。その間、1983年に北京大学で中国語文法史の講義を行い、太田辰夫・入矢義高・志村良治らの日本の研究者の業績を中国に紹介した。これが太田辰夫『中国語歴史文法』の中国語訳が出版される契機になった。
梅祖麟は共同研究が多く、また共同プロジェクトの提案を行うことも多い。『近代漢語語法資料彙編』（3冊、商務印書館1990, 1992, 1995）や『近代漢語語法史研究綜述』（商務印書館2005）は梅祖麟の提案による。
2023年10月14日、ニューヨーク州イサカ市内の病院で死去。90歳没。

## 主要な著書
中国で『梅祖麟語言学論文集』（商務印書館、2000年）が出版されている。
- “Tu Fu's "Autumn Meditations": An Exercise in Linguistic Criticism”. Harvard Journal of Asiatic Studies 28:  44-80. (1968). JSTOR 2718594.

高友工と共著。杜甫「秋興」八首の言語を分析・評論した。
- “Tones and Prosody in Middle Chinese and the Origin of the Rising Tone”. Harvard Journal of Asiatic Studies 30:  86-110. (1970). JSTOR 2718766.

文献や古いベトナム語の借用語から、中国語の上声が語末の声門閉鎖音の脱落によって生じたことを論じた。
- “The Austroasiatics in Ancient South China: Some Lexical Evidence”. Monumenta Serica 32:  274-301. (1976). JSTOR 40726203.

ジェリー・ノーマンと共著。オーストロアジア語族から中国語諸方言（とくに閩語）に借用された語彙を指摘した。
- “The Sanskrit Origins of Recent Style Prosody”. Harvard Journal of Asiatic Studies 51 (2):  375-470. (1991). JSTOR 2719286.

ヴィクター・メアと共著。近体詩の平仄がサンスクリット詩の韻律に起源を持つとした。